# Anklagad
Anklagad (engelska The Accused) är en amerikansk-kanadensisk drama-thriller från 1988, i regi av Jonathan Kaplan och med Jodie Foster och Kelly McGillis i huvudrollerna. Filmen hade Sverigepremiär den 24 februari 1989.

## Handling
Sarah Tobias blir våldtagen av tre män på en bar, påhejade av flera andra män. Då åklagaren Kathryn Murphy befarar att hon kommer att förlora rättegången går hon, utan att först fråga Sarah, med på en överenskommelse med de anklagades advokater vilket gör att fallet inte tas upp i en formell rättegång. De tre männen som våldtog Sarah slipper undan med mycket låga straff, och straffrubriceringen blir "framkallande av fara". Men Sarah blir upprörd och Kathryn ångrar sig. Kathryn letar bland lagböcker och finner en lag som kan användas mot åskådarna och deras beteende under gruppvåldtäkten. Hon väljer att åtala tre av åskådarna för medhjälp, något som är ytterst sällsynt. Detta gör att händelseförloppet under gruppvåldtäkten tas upp i rättegång och Sarah får sin önskan om att vittna uppfylld. Åskådarna blir dömda, vilket också leder till att våldtäktsmännens straff skärps avsevärt; detta eftersom det under rättegången visar att det var våldtäkt, vilket omöjliggör rubriceringen "framkallande av fara". 

## Rollista (urval)
- Kelly McGillis – Kathryn Murphy
- Jodie Foster – Sarah Tobias
- Bernie Coulson – Ken Joyce
- Leo Rossi – Cliff 'Scorpion' Albrect
- Ann Hearn – Sally Fraser
- Carmen Argenziano – D.A. Paul Rudolph

## Produktion
Filmen är baserad på en verklig händelse. För sin roll vann Jodie Foster en Oscar för bästa kvinnliga huvudroll. Handlingen kretsar mycket kring försvarsadvokaternas påståenden att Sarahs beteende, klädsel, alkoholintag och drogmissbruk den aktuella kvällen kan ha lett fram till gruppvåldtäkten samt att hon inte kan identifiera de inblandade personerna. Titeln "Anklagad" syftar alltså på att det är just Sarah som känner sig anklagad, trots att hon är offret.
Filmen marknadsfördes via frasen "The first scream was for help. The second is for justice".